# 새한 새마을 트럭
새한 새마을 트럭(Saehan Saemaeul Truck)은 GM코리아(한국GM의 전신)가 1974년 8월에 출시한 픽업 트럭이다. 새마을 운동에서 차명을 따와 소달구지나 리어카를 대체해보려고 만든 차종으로, 1972년 9월에 출시되었던 쉐보레 1700의 엔진과 섀시에 엉성한 외형의 독자 개발한 바디를 씌워서 제작했다. 출시 당시 가격은 1,550,000원, 적재량은 750kg, 승차정원은 3명이었다. 최고출력은 79마력이었다. 
1978년에는 아프리카의 라이베리아 등에 처녀 수출되기도 했다. 쉐보레 1700의 1,700cc 엔진 외에도 1,500cc 엔진과 1,900cc 엔진 등 3가지 엔진이 장착되었다. 하지만 모두 디젤 엔진이 아닌 가솔린 엔진이라 유지비가 많이 들어 선호도가 낮았다. 이후 좀 더 현대적인 디자인의 기아 브리사 픽업과 현대 포니 픽업, 캡 오버 스타일의 현대 HD 1000(1세대 포터)가 출시되어 경쟁력을 잃어가서 결국에는 1979년에 단종되었다. 단종될때까지 5년 동안 2,000대를 생산했다. 이후 제미니 기반의 새한 맥스가 그 자리를 대신하게 된다. 그리고 1980년 5월 27일에 광주사태가 끝나고 소독차로 등장하기도 했다 이에 따라 군용에서도 납품되었을것으로 보인다 그리고 현대 포니 개발영상에서 잠깐 파란색의 새마을 트럭이 등장한다. 현재 대한민국 내에서는 단 2대만 잔존하고 있으며, 삼성화재교통박물관에 전시된 1대를 비롯해 모두 박물관에 남아있다고 한다.